# Koziatyn (huyện)
Huyện Koziatyn (tiếng Ukraina: Козятинський район, chuyển tự: Koziatyns'kyi raion) là một huyện của tỉnh Vinnytsia thuộc Ukraina. Huyện Koziatyn có diện tích 1131 km², dân số theo điều tra dân số ngày 5 tháng 12 năm 2001 là 65031 người với mật độ 57 người/km2. Trung tâm huyện nằm ở Koziatyn.